# Boy Meets Curl
Boy Meets Curl, titulado Campeones olímpicos en Hispanoamérica y Chico conoce a Curling en España, es el duodécimo episodio de la Vigesimoprimera temporada de la serie animada Los Simpson. El episodio se emitió el 14 de febrero de 2010, coincidiendo con los Juegos Olímpicos de Invierno de 2010. El episodio fue escrito por Rob LaZebnik. Bob Costas es la estrella invitada

## Sinopsis
Homer lleva a Marge a pasar una romántica tarde patinando sobre hielo, pero al entrar en la pista, se encuentran con un equipo de curling entrenando. Marge y Homer prueban su pericia en este deporte y se hacen grandes aficionados. Poco después, se unen a un equipo de curling, con el que compiten en las pruebas olímpicas, junto a Seymour Skinner y Agnes Skinner. El equipo Springfield se alza con la victoria y se dirige a los Juegos Olímpicos de Invierno de Vancouver 2010, donde Bob Costas se encuentra cubriendo el evento. Mientras, unos sórdidos vendedores introducen a Lisa en el mundo del coleccionista de pins olímpicos y su afición pronto terminará convertida en adicción y vende al comerciante de pins su collar. Mientras tanto Homer y Marge empiezan a jugar y Marge descubre que Agnes odia tanto a su hijo, Seymour, porque le costó las Olimpiadas en salto con pértiga en los Juegos Olímpicos de Helsinki 1952, y que quiere quitar a Homer del equipo. Al mismo tiempo, Bart ayuda a Lisa a recuperar su collar, dando vuelta una parte de una foto de Homer y poniéndole dos ojos, haciéndole creer al vendedor que es el pin de la mascota de las olimpíadas del 2014. 

Marge se lesiona el brazo derecho en las semifinales contra Rusia, pero Homer la anima a participar con el brazo izquierdo, debido a que es zurda. Home y Marge detienen la rendición que iban a plantear sus compañeros y juegan. Cuando Skinner pierde, su madre lo felicita y se reconcilian. Sin embargo, el esfuerzo de Marge permite que los representantes de Estados Unidos ganen, venciendo a Suecia en la final.
Nota: en este capítulo Homer se vuelve a encontrar con la terapeuta que le ayudó a salvar a Springfield en Los Simpson: la película.

## Curiosidades
- Homero usa la camisa rosa de Stark Raving Dad (Episodio de la Temporada 3)